# این فقط قلب است (فیلم)
این فقط قلب است (به هندی: Dil Hi To Hai) فیلمی محصول سال ۱۹۹۳ و به کارگردانی دارانی است. در این فیلم بازیگرانی همچون جکی شروف، دیویا بهرتی، گلشن گروور، امجد خان، قادرخان، آنجانا ممتاز، راضا مراد، آنجان سیرواستاو ایفای نقش کرده‌اند.